# هاورد هوكس
هاورد هوكس (بالإنجليزية: Howard Hawks)‏ (1896 - 1977) هو مخرج سينمائي أمريكي. من أهم مخرجي فترة سينما هوليوود الكلاسيكية. أخرج مختلف أنواع الأفلام: الكوميدي والدرامي وأفلام العصابات وسينما الخيال العلمي وأفلام الجريمة والوسترن. أشهر أفلامه: «سكارفيس» (1932) من بطولة بول ميوني وهو أحد أهم أفلام العصابات، «الفتاة فرايدي» (1940) مع كاري غرانت وروزاليند راسل ويعتبر من أهم الأفلام الكوميدية، وفيلم الوسترن المعروف «ريو برافو» (1959) مع جون وين ودين مارتن. عرف بتصوير المرأة ذات الشخصية القوية والحازمة الحادة في كلامها. وصفه المخرج الفرنسي جان-لوك غودار بأنه «أعظم فنان أمريكي». تم منحه جائزة الأوسكار الشرفية عام 1975.

## مسيرته

### البدايات
ولد هوارد هوكس في غوشين في ولاية إنديانا، وكان الابن الأكبر لمالك مصنع ورق. تخرج من كلية في إيكستر (نيوهامشير) ثم درس الهندسة الميكانيكية في جامعة كورنيل. قام بتجاربه الأولى مع الأفلام الصامتة، حيث عمل مساعدا ومهندس ديكور لدى المخرجين دوغلاس فيربانكس وسيسيل بي. ديميل.
في الحرب العالمية الأولى، انضم إلى القوات الجوية الأمريكية. وقد سجل هناك بالفعل أفلاما كثيرة خلال فترة خدمته العسكرية، لكن تسجيلاته كلها فقدت في عام 1973 عندما اندلعت النار في الأرشيفات العسكرية. بعد الحرب عمل في مصنع للطائرات. حاول هوكس أن يعود إلى مجال الأفلام بطرق عديدة، بما في ذلك العودة كمونتير، ومهندس ديكور، ومؤدي مشاهد خطيرة.
عمل كمنتج فترة لدى استوديو وارنر برذرز وقدم بعض الأفلام القصيرة الكوميدية. بعد ذلك أسس شركة إنتاج «المنتجون المتحدة» وتولت شركة فيرست ناشيونال مسؤولية التوزيع. قدمة الشركة 14 فيلما بين 1920 و1923. ثم قرر هوكس أنه يريد الإخراج وليس الإنتاج.

### الأفلام الصامتة (1925 - 1929)
عام 1925 عمل لدى استوديو مترو غولدوين ماير ككاتب ووعده المسؤولون أنه سيجعلونه مخرجا بعد سنة. لم يف المسؤولون بوعدهم ففسخ العقد وترك العمل لديهم. في نفس العام انتقل للعمل لدى استوديو فوكس ووقع عقدا لأربع سنوات. وقدم هناك أوائل أعماله كمخرج. قدم ستة أفلام صامتة وفيلمين ناطقين. من أهمها الفيلم الكوميدي «مدفوع للحب» (1927) الذي كان يحاكي فيه أسلوب المخرج الألماني فريدريك مورناو (الذي كان يعمل أيضا لدى استوديو فوكس). وأهمها فيلم الكوميديا «فتاة في كل ميناء» (1928)، فبعد عرضه في فرنسا وُصف هوكس بأنه «غروبيوس السينما» ووُصف الفيلم بأنه «يمثل ولادة السينما الحديثة». لم يوقع هوكس بعد ذلك عقودا طويلة الأمد مع أي استوديو. وظل مخرجا ومنتجا مستقلا فيما تبقى من مسيرته.

### بداية الأفلام الناطقة (1930 - 1933)
بحلول عام 1930، كانت هوليوود في حالة من الاضطراب بعد مجيء الأفلام الناطقة التي ألغت وظائف العديد من الممثلين والمخرجين. واستوديوهات هوليوود كانت حريصة على تجنيد الممثلين المسرحيين والمخرجين الذين يعتقدون أنهم كانوا أكثر ملاءمة للأفلام الناطقة. بعد أن عمل في هذه الصناعة مدة 14 عاما وبعد أن أصدر العديد من الأفلام الناجحة ماليا، وجد هوكس نفسه في حاجة إلى إثبات نفسه من جديد إلى الاستوديوهات. تركُ هوكس العمل لدى «فوكس» بأسلوب غير ودي لم يساعد سمعته. وقد ظل هوكس واحدا -مع عدد قليل من العاملين في هوليوود- الذين لم تتوقف معاركهم أبدا مع مدراء الاستوديوهات.
بعد عدة أشهر من البطالة، عاد هوكس إلى حياته المهنية مع أول فيلم ناطق له في عام 1930، دورية الفجر، الذي حصل على جائزة الأوسكار لأحسن قصة، وكان من أكثر أفلام السنة تحقيقا للإيرادات. في 1930 قدم فيلم الجريمة «شفرة الإجرام» مع الممثل والتر هيوستن الذي وصفه هوكس بأنه أفضل ممثل عمل معه. وعمل لأول مرة مع صديقه المصور المعروف جيمس وونغ هاو. وقد منع الفيلم من العرض في شيكاغو.

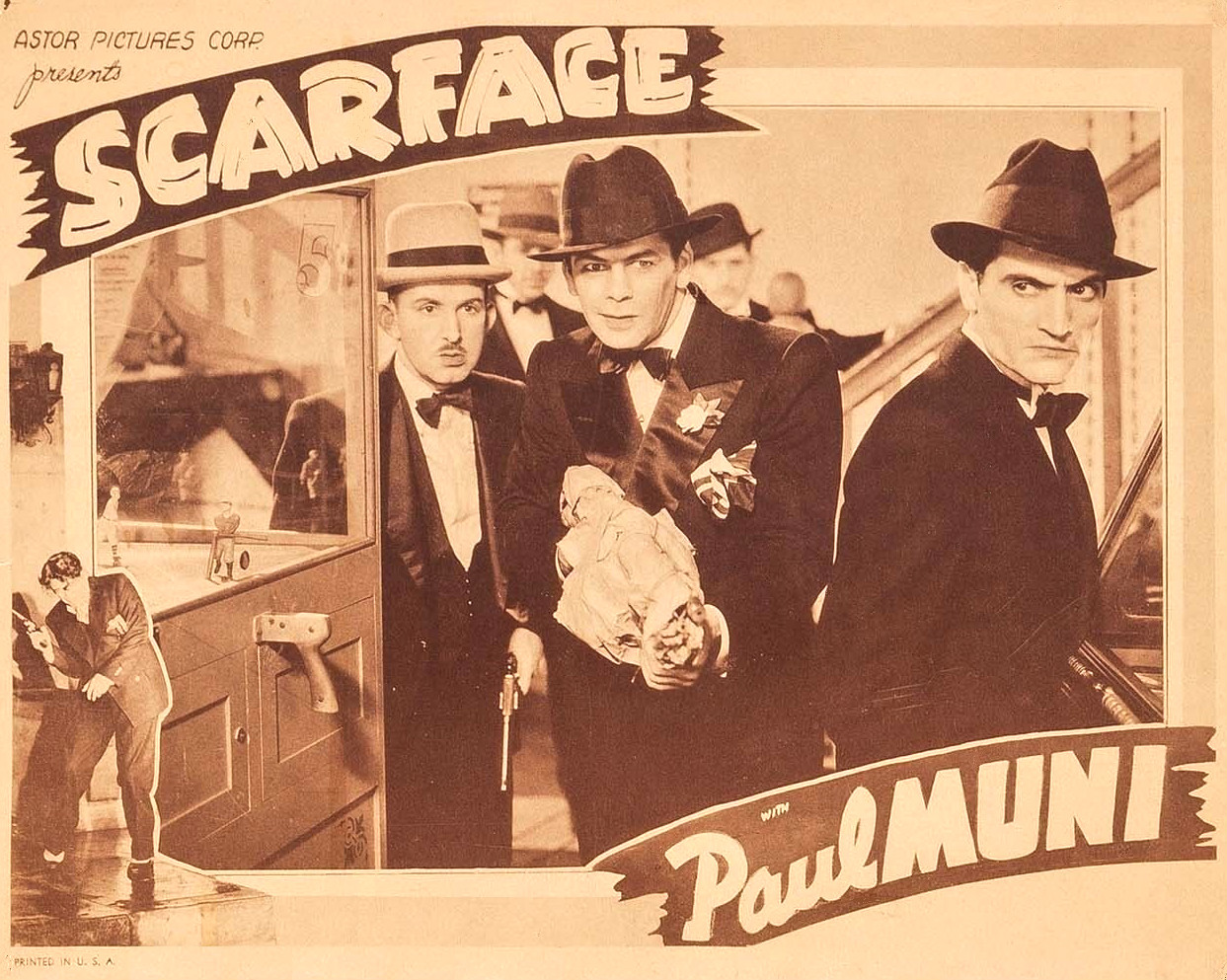
ملصق فيلم «سكارفيس» (1932)

في 1932 قدم فيلمه الشهير «سكارفيس» المستوحى من قصة حياة آل كابوني. وقد ظل المخرج في صراع مع الرقابة مدة سنة حتى سمحوا بعرض الفيلم. شاركه كتابة سيناريو الفيلم المؤلف «بين هكت». أصبح الاثنان صديقين مقربين وتعاونا معا في العشرين سنة القادمة. في نفس العام قدم كذلك فيلم سباق السيارات الذي حقق نجاحا «صياح الجماهير» مع الممثل جيمس كاغني. إضافة إلى فيلم «القرش النمر» مع الممثل إدوارد روبنسون.
عام 1933 وقع هوكس عقدا لثلاثة أفلام مع مترو غولدوين ماير هي: «الآن نعيش» مع غاري كوبر وجوان كراوفورد المأخوذ من قصة لويليام فوكنر، فيلم الملاكمة «المصارع والفتاة»، ويعيش فيلا.

### الكوميديا (1934 - 1943)
قدم في 1934 لصالح استوديو كولومبيا الفيلم الكوميدي «القرن العشرين» مع جون باريمور وكارول لومبارد، الذي صدر في نفس وقت صدور فيلم المخرج فرانك كابرا المعروف حدث ذات ليلة. وكان الفيلمان بداية ما أطلق عليه «كوميديا الحمقى»، الموجة التي ظهرت بعد الكساد الكبير. وفي 1935 أخرج الفيلم التاريخي «ساحل بربري» من إنتاج صمويل غولدوين وبطولة إدوارد روبنسون. ثم في 1936 قدم فيلم مغامرة مع الممثل جيمس كاغني «الحد الأعلى صفر» من إنتاج جاك وارنر. في نفس العام بدأ في إخراج فيلم «تعال وخذها» لكن المنتج صمويل غولدوين طرده قبل إنهاء الفيلم واستعان بالمخرج ويليام وايلر.
في 1938 أخرج فيلم «إحضار الطفل» وهو من نوع كوميديا الحمقى، من بطولة كاري غرانت وكاثرين هيبورن. فشل الفيلم في شباك التذاكر وطُرد هوكس من استوديو أر كي أو. أما الآن فيعتبر هذا الفيلم من أهم أفلام الكوميديا على الإطلاق. في 1939 أخرج وأنتج وألف فيلم «للملائكة أجنحة» ورشح الفيلم لجائزتي أوسكار.

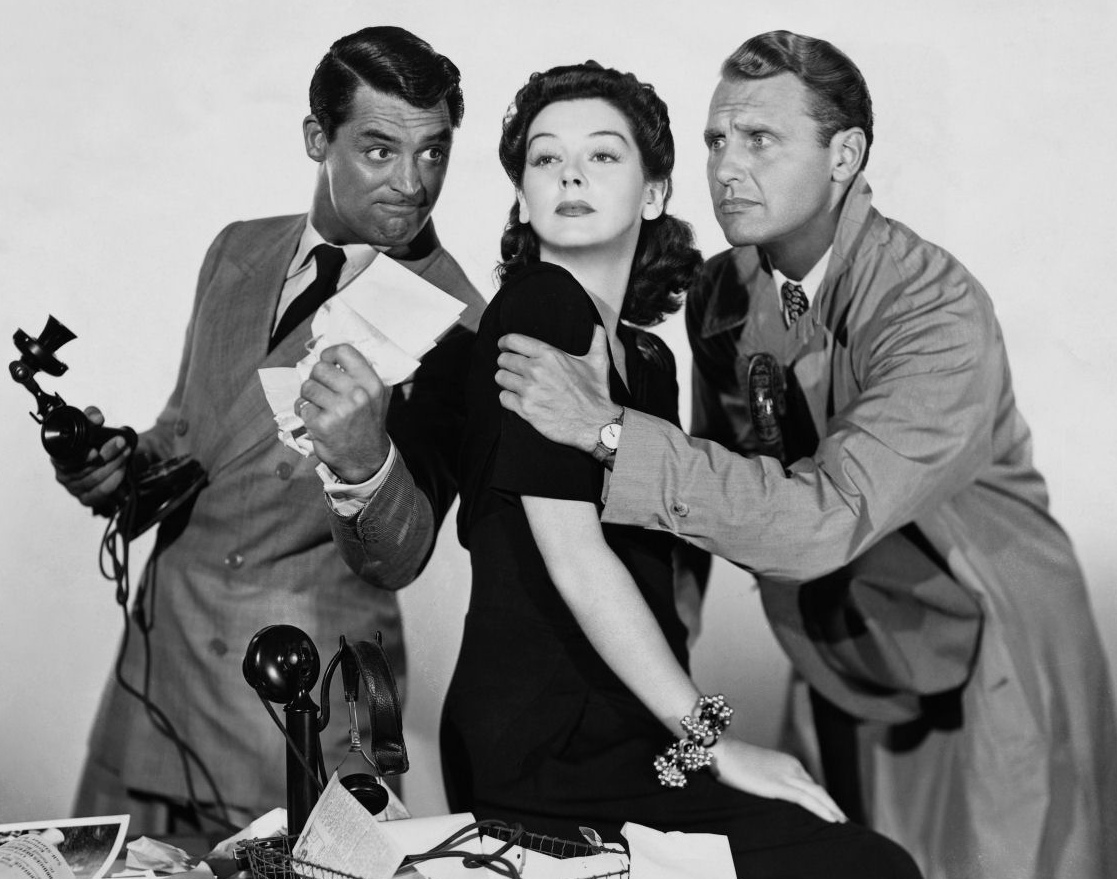
كاري غرانت وروزاليند راسلورالف بيلامي في فيلم «الفتاة فرايدي» (1940)

في 1940 قدم أحد أهم أفلامه «الفتاة فرايدي» مع كاري غرانت وروزاليند راسل الذي يعتبر من أهم أفلام الكوميديا الأمريكية. في 1941 أخرج فيلم الرقيب يورك ورشح للمرة الأولى والوحيدة لجائزة الأوسكار لأفضل مخرج. بعد الهجوم على بيرل هاربر أخرج هوكس الفيلم الدعائي الضخم «القوة الجوية».

### بعد الحرب (1944 - 1949)
في عامي 1944 و1946 قدم فيلمين مع همفري بوغارت وصديقته وزوجته لاحقا لورين باكال. الأول مقتبس عن رواية أن تملك وألا تملك لإرنست همينغوي، وحقق نجاحا كبيرا. والثاني فيلم نوار «النوم الكبير» عن رواية لرايموند تشاندلر، وقد نجح هو الآخر.
في 1948 قدم فيلم الوسترن «النهر الأحمر» مع جون وين ومونتغومري كليفت. الفيلم الذي اعتبره الناقد روجر إيبرت أحد أحسن أفلام الوسترن على الإطلاق. إضافة إلى فيلم موسيقي «ولادة أغنية». ثم الفيلم الكوميدي «كنت زوجا محاربا» مع كاري غرانت عام 1949.

### الوسترن (1951 - 1970)
في عام 1951 قدم فيلم الخيال العلمي «أشياء من العالم الآخر» بالأبيض والأسود. الذي قال عنه المخرج جون كاربتنر أنه فيلم «هاواكسي 100% قصة وإخراجا ومونتاجا». ثم قدم فيلم وسترن «السماء الكبيرة» مع كيرك دوغلاس عام 1952. إضافة إلى فيلم خامس مع كاري غرانت «أفعال القرود» بمشاركة مارلين مونرو، التي قامت ببطولة فيلمه الغنائي الناجح «الرجال يفضلون الشقراء» عام 1953.
في 1955 قدم أرض الفراعنة الذي تم تصويره في مصر. فشل الفيلم تجاريا. ثم توقف هوكس بعد ذلك أربع سنوات، حتى عاد عام 1959 مع فيلم الوسترن «ريو برافو» مع جون وين ودين مارتن، الذي يعتبر من أهم أفلامه. بعد ثلاث سنوات قدم أحد أنجح أفلام عام 1962 فيلم المغامرات الكوميدي «هاتاري» مرة أخرى مع الممثل جون وين. ثم أحد أنجح أفلام عام 1964 فيلم الكوميديا «رياضة الرجال المفضلة». ثم فيلم السباقات «الخط الأحمر 7000» عام 1965 مع الممثل جيمس كان.
كان الفيلمان الأخيران لهوكس فيلما وسترن مع الممثل جون وين. إل دورادو (1967) و «ريو لوبو» (1970). وشكل هذا الفيلمان مع فيلم «ريو برافو» (1959) ما يشبه الثلاثية.

## روابط خارجية
- هاورد هوكس على موقع IMDb (الإنجليزية)
- هاورد هوكس على موقع الموسوعة البريطانية (الإنجليزية)
- هاورد هوكس على موقع روتن توميتوز (الإنجليزية)
- هاورد هوكس على موقع ألو سيني (الفرنسية)
- هاورد هوكس على موقع تيرنر كلاسيك موفيز (الإنجليزية)
- هاورد هوكس على موقع أول موفي (الإنجليزية)
- هاورد هوكس على موقع قاعدة بيانات الأفلام السويدية (السويدية)
- هاورد هوكس على موقع إن إن دي بي (الإنجليزية)
- هاورد هوكس على موقع ديسكوغز (الإنجليزية)
- هاورد هوكس على موقع قاعدة بيانات الفيلم (الإنجليزية)